# Liste der Gemeindeverbände im Département Manche
Das Département Manche liegt in der Region Normandie in Frankreich. Es untergliedert sich in acht Gemeindeverbände.
Siehe auch: Liste der Gemeinden im Département Manche

## Gemeindeverbände

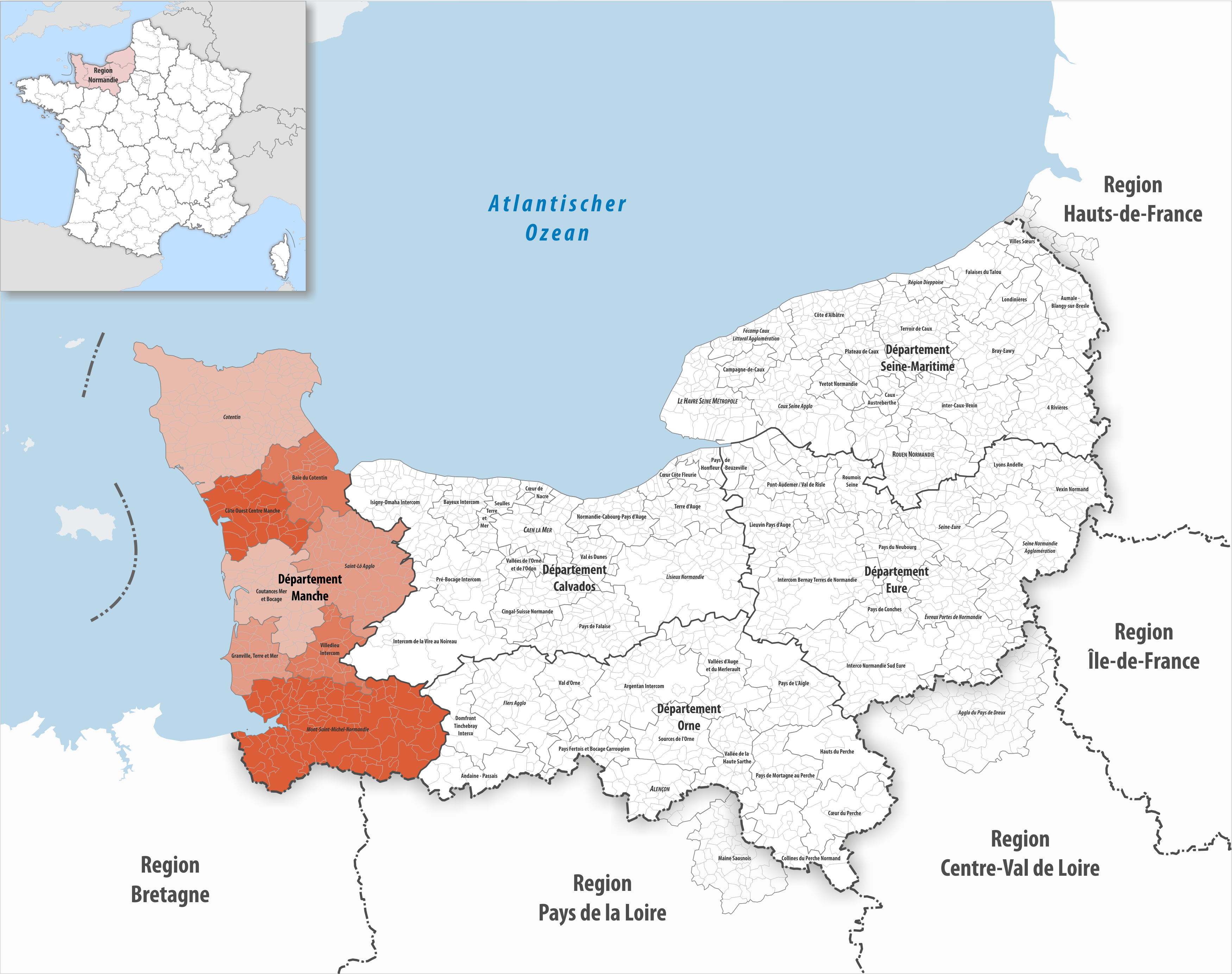
Gemeindeverbände im Département Manche

| Gemeindeverband             | Gemeinden im Départ./Verband | Einwohner 1. Januar 2022 | Fläche km² | Dichte Einw./km² | SIREN- Nummer | Rechtsform                 | Gründungsdatum   |
| --------------------------- | ---------------------------- | ------------------------ | ---------- | ---------------- | ------------- | -------------------------- | ---------------- |
| Baie du Cotentin            | 23/23                        | 22.962                   | 445,02     | 52               | 200 042 729   | Communauté de communes     | 1. Januar 2014   |
| Côte Ouest Centre Manche    | 30/30                        | 22.194                   | 483,59     | 46               | 200 067 031   | Communauté de communes     | 3. Oktober 2016  |
| Cotentin                    | 129/129                      | 178.684                  | 1.439,36   | 124              | 200 067 205   | Communauté d’agglomération | 4. November 2016 |
| Coutances Mer et Bocage     | 48/48                        | 47.755                   | 643,03     | 74               | 200 067 023   | Communauté de communes     | 1. Januar 2017   |
| Granville, Terre et Mer     | 32/32                        | 45.480                   | 282,77     | 161              | 200 042 604   | Communauté de communes     | 1. Januar 2014   |
| Mont-Saint-Michel-Normandie | 95/95                        | 87.390                   | 1.543,90   | 57               | 200 069 425   | Communauté d’agglomération | 3. Oktober 2016  |
| Saint-Lô Agglo              | 61/61                        | 76.674                   | 819,87     | 94               | 200 066 389   | Communauté d’agglomération | 1. Januar 2017   |
| Villedieu Intercom          | 27/27                        | 15.676                   | 293,93     | 53               | 200 043 354   | Communauté de communes     | 30. Mai 2013     |